# Ofensiva de Daraa (junio de 2017)
La ofensiva de Daraa (junio de 2017) fue una operación militar lanzada por el ejército árabe sirio y sus aliados (SAA) contra las posiciones rebeldes en la mitad sur de la ciudad de Daraa. Los rebeldes y las fuerzas gubernamentales lucharon por el control del campo de refugiados palestinos de la ciudad, una zona residencial urbanizada de la ciudad.

## Trasfondo
A mediados de febrero de 2017, los rebeldes sirios lanzaron una gran ofensiva contra las SAA en la ciudad de Daraa. Los rebeldes inicialmente capturaron una gran parte del distrito de al-Manshiyah, pero la ofensiva pronto se estancó. A mediados de marzo, el ejército sirio afirmó haber recuperado casi todas las posiciones que había perdido, con menos del 25% de Manishiyah bajo control rebelde. Sin embargo, un nuevo ataque rebelde a principios de abril dejó a los rebeldes en control del 80% de Manshiyah. Los combates continuaron, con múltiples ataques aéreos en Daraa por parte de las SAA a mediados de mayo. A fines de mayo, el control rebelde se había extendido a un 95%.
El 3 de junio, los rebeldes lanzaron un nuevo ataque en Manshiyah, pero fueron repelidos. En represalia por el ataque, el ejército bombardeó fuertemente partes de la ciudad controladas por los rebeldes al día siguiente. El bombardeo fue parte de los preparativos para una próxima ofensiva contra los rebeldes en Daraa, y el gobierno desplegó fuerzas que incluían a Hezbollah y milicias chiitas iraquíes, así como a la 4.ª División Blindada de élite del ejército.

## La ofensiva
La ofensiva comenzó el 7 de junio, con más de 20 ataques aéreos, así como misiles tierra-tierra, que alcanzaron los bastiones rebeldes de Daraa al-Balad y al-Sad Road. También se concluyeron los preparativos finales para un ataque terrestre con la llegada de la Cuarta División del Ejército sirio.
Entre el 10 y el 11 de junio, se informó de la muerte de cinco comandantes del ELS en Daraa. Según fuentes progubernamentales, algunos de ellos fueron el resultado de un ataque directo con cohetes contra un cuartel general rebelde en medio de una intensificada campaña de bombardeos por parte del Ejército. El 11 de junio, las fuerzas gubernamentales hicieron su primer avance al capturar la mayor parte del área del Complejo Escolar en el suburbio del campo de Daraa, un antiguo campo de refugiados palestinos.
El 12 de junio, se produjeron feroces combates en el campo palestino, con informes que indicaban que el ejército sirio había capturado entre el 30% y el 50% del vecindario. Las fuerzas rebeldes respondieron con bombardeos de mortero en los barrios de la ciudad controlados por el gobierno.

El ejército sirio anunció una tregua de 48 horas al mediodía del 17 de junio. En el período de dos semanas hasta entonces, los Cascos blancos alegaron que las SAA habían llevado a cabo 645 ataques con bombas de barril, 199 ataques aéreos, 645 ataques con mortero y 91 ataques con cohetes de napalm, causando la muerte de al menos 88 civiles, entre ellos 18 niños y siete mujeres.
Después de que expiró la tregua el 20 de junio, se reanudaron los ataques aéreos y el fuego de artillería contra las zonas de la ciudad de Daraa controladas por los rebeldes. El Ejército renovó sus esfuerzos para romper las líneas rebeldes en el este de la ciudad y en el casco antiguo, con el apoyo aéreo ruso.  También se produjeron enfrentamientos cerca de una antigua base de defensa aérea al suroeste de la ciudad y cerca de la frontera con Jordania, que fue capturada brevemente por las SAA, lo que podría dividir el territorio rebelde en la gobernación de Daraa en dos, pero fueron repelidos.
El 23 de junio fracasó un intento de llegar a un acuerdo de reconciliación, por lo que el ejército sirio reanudó su ofensiva en el distrito del campamento palestino, acompañada de ataques aéreos. Los rebeldes afiliados a la Sala de Operaciones de al-Bunyan al-Marsous afirmaron haber asaltado el cuartel general de la 4.ª División de las SAA, con múltiples bajas.
A principios de julio, el gobierno anunció un alto el fuego en la región. Esto se formalizó el 7 de julio. Sin embargo, hubo bombardeos del gobierno en la ciudad de Saida en el este de Daraa durante la noche del 9 de julio, según el opositor Observatorio Sirio de Derechos Humanos, así como un intercambio de disparos entre rebeldes y el gobierno en Al Naeema, bombardeo de Al-Balad en la provincia de Daraa y breves enfrentamientos en la ciudad de Daraa.